# Camera degli orrori

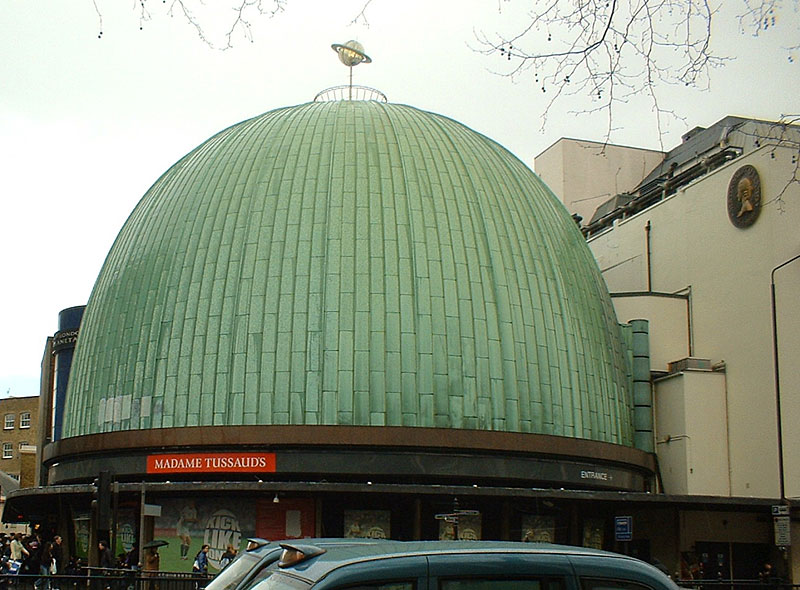
Madame Tussauds e il Planetario di Londra, sede della Camera degli orrori

La camera degli orrori è stata una mostra al Madame Tussauds di Londra, con statue di cera di famigerati assassini e altri celebri personaggi storici. La galleria venne aperta per la prima volta come "Stanza separata" nella mostra del 1902 di Marie Tussaud a Londra divenne in breve un successo, in quanto mostrava persone celebri e manufatti anziché i fenomeni da baraccone popolari nelle statue di cera dell'epoca. Ha chiuso definitivamente nell'aprile 2016.

## Periodo iniziale

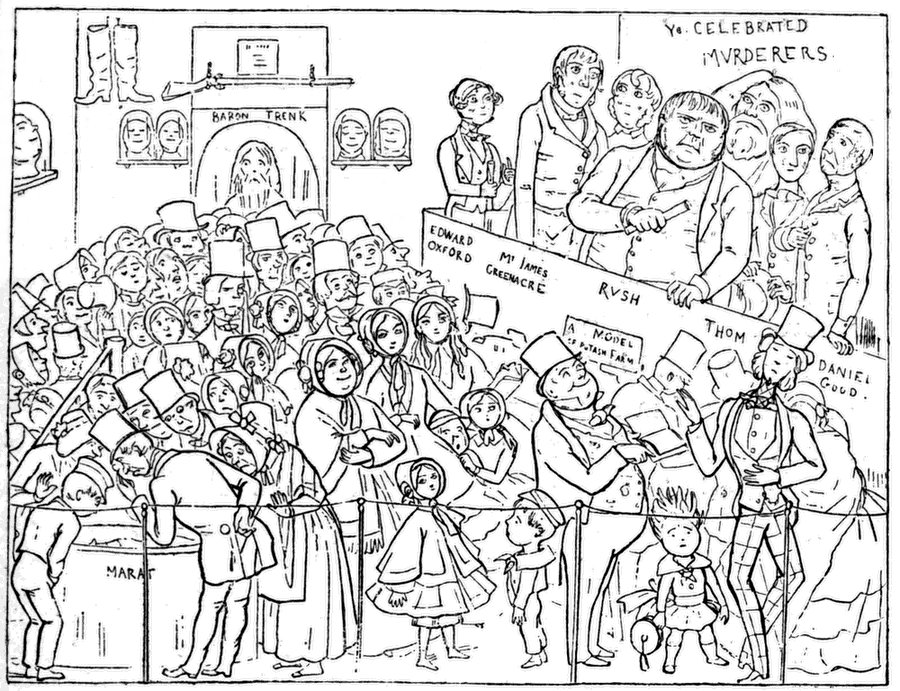
La Camera degli orrori nel 1849 rappresentata da Richard Doyle

Il precursore della Camera degli orrori di Tussaud fu la Caverne des Grands Voleurs (la caverna dei grandi ladri) che era stata fondata dal dottor Philippe Curtius in aggiunta alla sua mostra di cere di Parigi nel 1782. Qui Curtius espose figure di cera di famosi criminali francesi che erano stati giustiziati, così come membri della famiglia reale e dell'aristocrazia francesi che erano stati ghigliottinati durante la Rivoluzione.
Quando Marie Tussaud si trasferì a Londra nel 1802 per allestire la sua mostra al Lyceum Theatre, portò con sé alcune di queste figure e le espose in una galleria separata; e quando in seguito continuò i suoi tour per il paese mantenne questa divisione usando una "stanza separata" per esporle. In quel periodo erano esposte le teste di re Luigi XVI e Maria Antonietta, così come Madame du Barry, Marat, Robespierre, Hébert, Carrier e Fouquier-Tinville oltre ai modelli di una ghigliottina e della Bastiglia e la mummia egiziana di della collezione di Curtis.

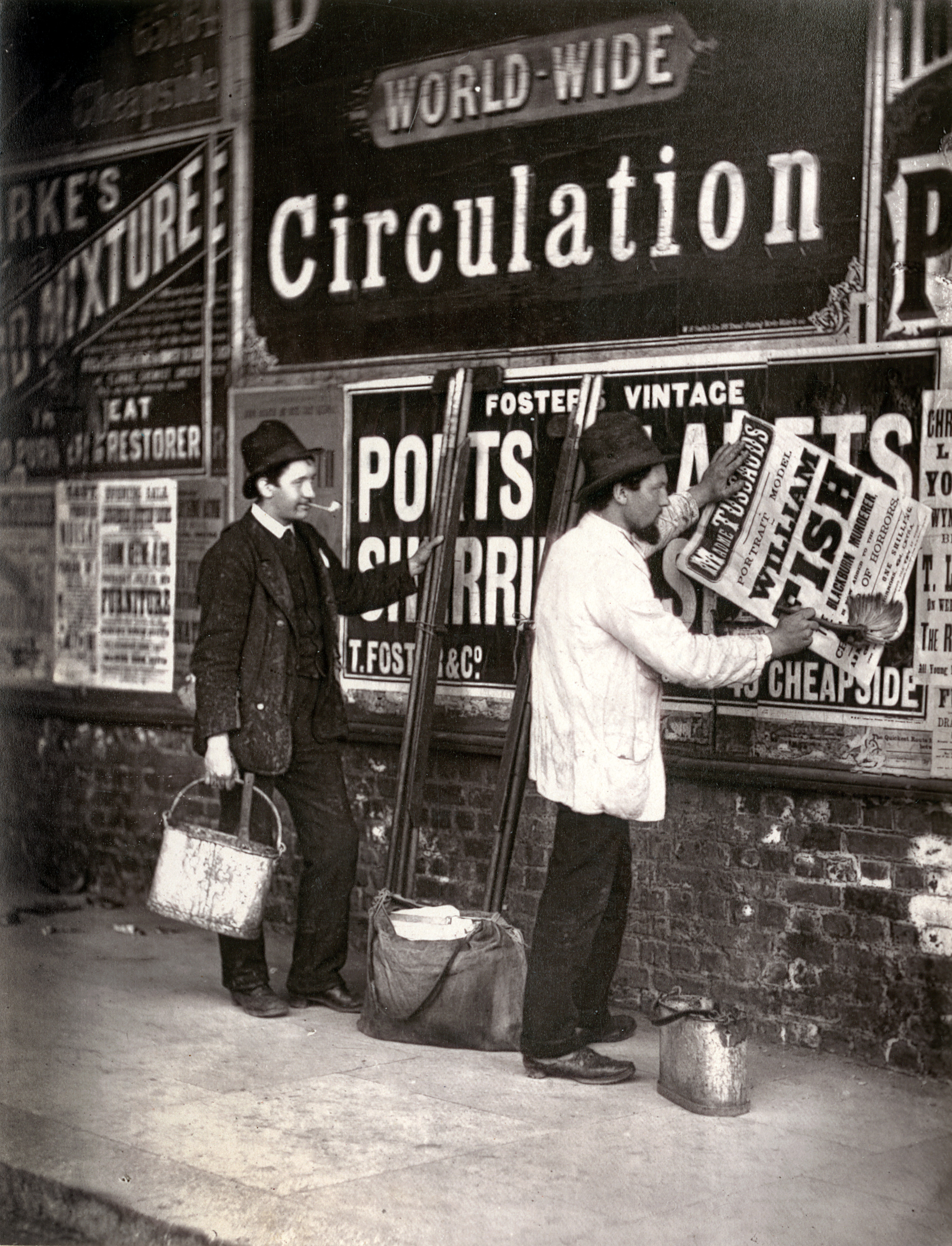
Un uomo espone una pubblicità della Camera degli orrori, Londra, 1877

Nel 1835 Madame Tussaud allestisce una mostra permanente a Londra, e qui la 'Separate Room' diventa la 'Chamber of Horrors'. A quel tempo le sue mostre includevano il colonnello Despard, Arthur Thistlewood, William Corder e Burke e Hare, oltre a quelli sopra elencati. Il nome "Camera degli orrori" è spesso attribuito a un collaboratore di Punch nel 1845, ma sembra che sia stata Marie Tussauda crearlo, utilizzandolo nella pubblicità già nel 1843. Ai visitatori venivano chiesti sei pence per entrare nella "stanza separata".
Nel 1886 la mostra includeva Burke e Hare, James Bloomfield Rush, Charles Peace, William Marwood, Percy Lefroy Mapleton, Mary Ann Cotton, Israel Lipski, Franz Muller, William Palmer and Marie Manning.
Altre mostre inclusero George Chapman, John Reginald Halliday Christie, William Corder, Dr Hawley Harvey Crippen, Colonel Despard, John Haigh, Neville Heath, Bruno Hauptmann, Henri Landru, Charles Manson, Florence Maybrick, Donald Neilson, Dennis Nilsen, Mary Pearcey Buck Ruxton, George Joseph Smith e Arthur Thistlewood.

## La camera
Questa parte della mostra si trovava nel seminterrato dell'edificio e comprendeva teste di cera realizzate con le maschere mortuarie delle vittime della Rivoluzione francese, tra cui Marat, Robespierre, il re Luigi XVI e Maria Antonietta, che furono modellate dalla stessa Marie Tussaud al tempo delle loro morti o esecuzioni, e figure più recenti di assassini e altri noti criminali.
La Camera degli orrori fu ristrutturata nel 1996 al costo di 1,5 milioni di dollari, riportando in vita la storia del crimine e della tortura degli ultimi 500 anni e includendo oggetti provenienti dalla prigione di Newgate e con repliche di strumenti di tortura, oltre che registrazioni di gemiti e urla di alcuni attori. Un'innovazione presentata negli ultimi anni fu quella di avere attori che spaventavani i clienti uscendo dalle ombre delle stanze delle finte celle della prigione, dove alcune celle erano occupate da figure di cera e altre avevano le porte socchiuse, dando l'impressione che un pericoloso maniaco era a piede libero. I personaggi storici mostrati includevano Vlad l'Impalatore, Gengis Khan, Guy Fawkes e Adolf Hitler. Non c'era nessuna figura in cera di Jack lo Squartatore nella Camera degli orrori, in accordo con la politica di Madame Tussaud di non modellare persone la cui somiglianza è sconosciuta: fu ritratto come un'ombra. Le statue di Jimmy Savile e Gary Glitter vennero distrutte piuttosto che essere trasferite nella Camera degli orrori.
La visita alla mostra era facoltativa e sconsigliata ai bambini piccoli o alle donne incinte.
La camera è stata chiusa l'11 aprile 2016 e da allora è stata sostituita da una nuova attrazione chiamata Sherlock Holmes Experience.
Da un punto di vista didattico la camera catalogava vari metodi di esecuzione da tutto il mondo e dopo la chiusura, al pubblico non fu più concessa questa opportunità.

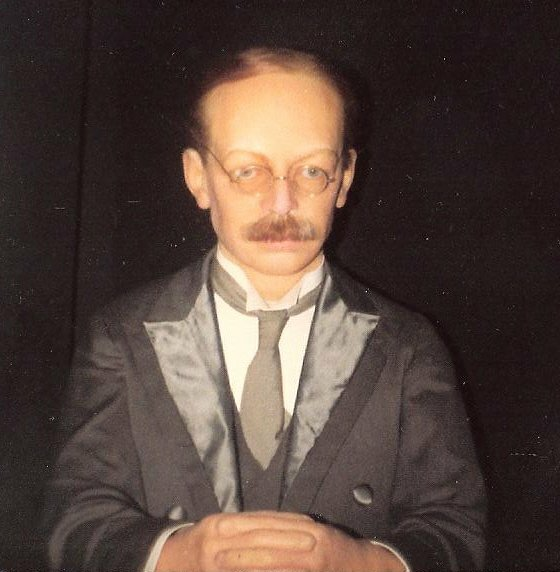
Statua di Hawley Harvey Crippen nella Camera degli orrori
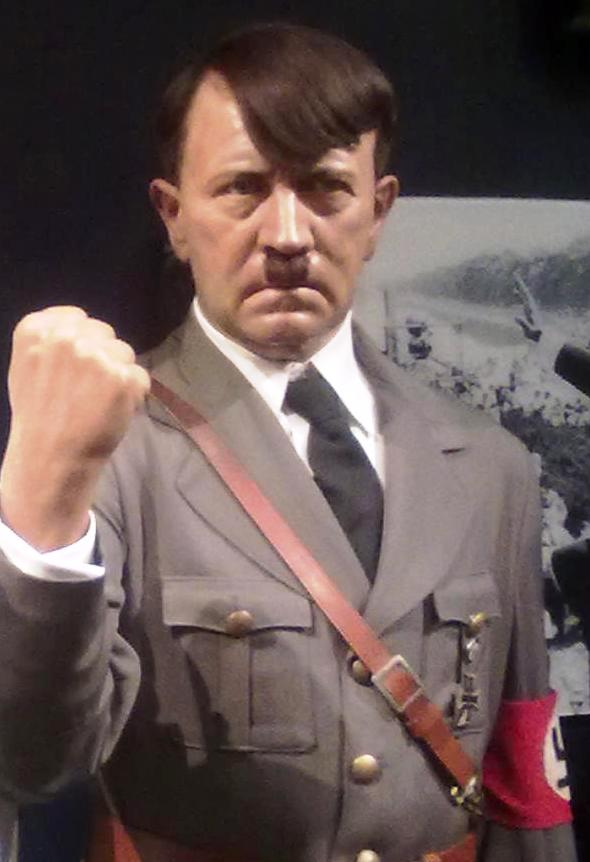
Adolf Hitler nella Camera degli orrori
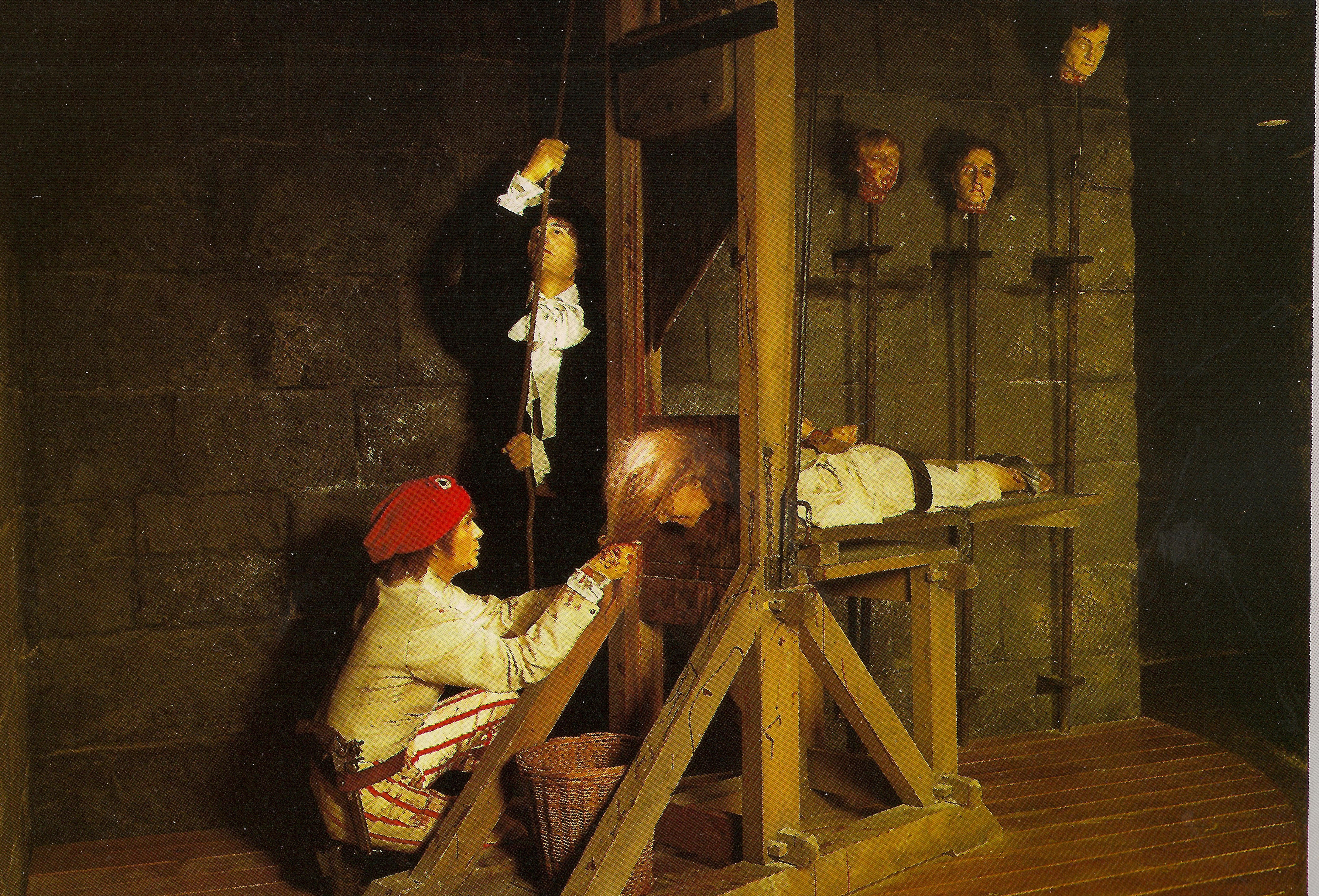
Ghigliottina di fine anni '70
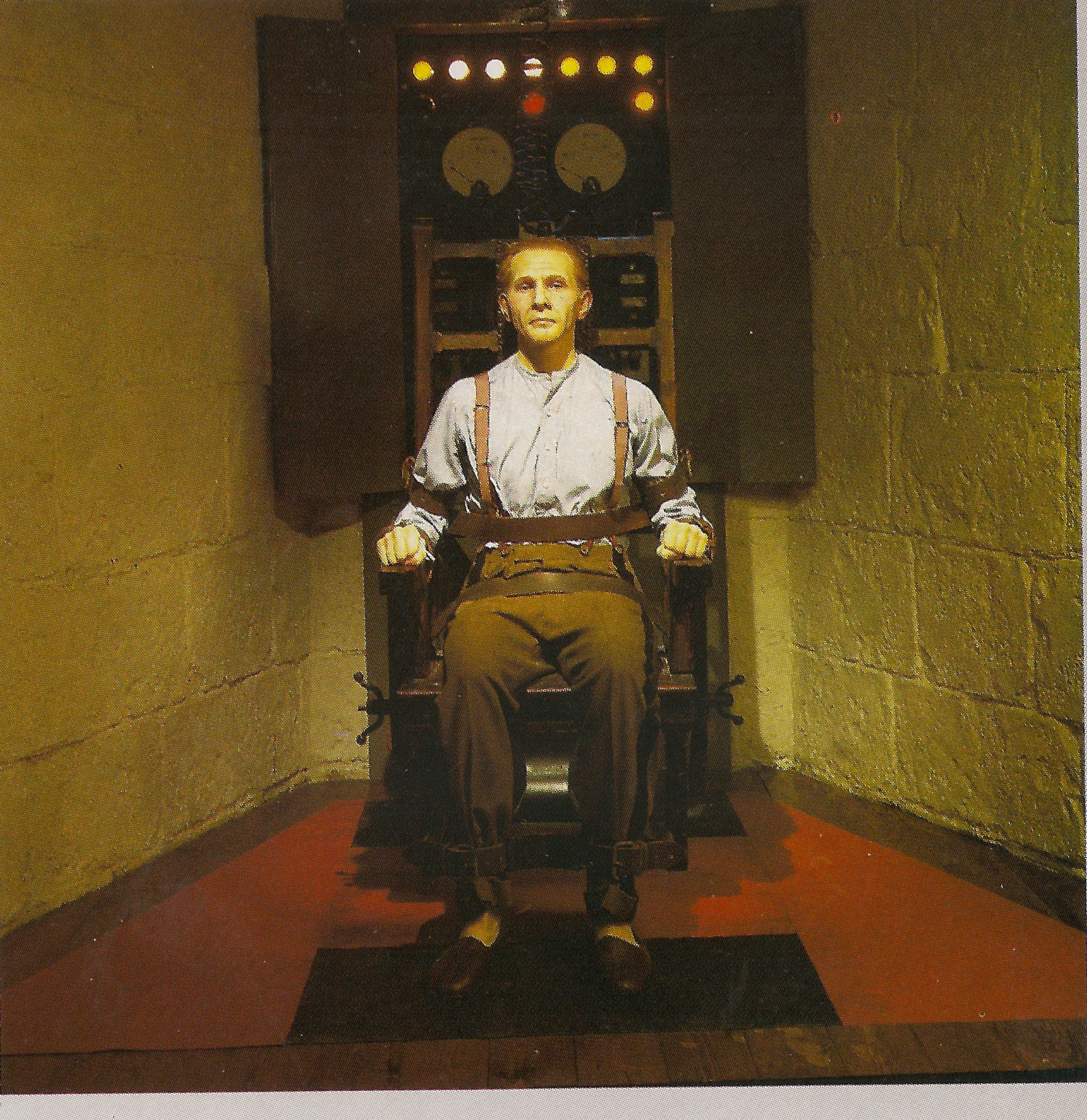
Sedia elettrica, esecuzione di Bruno Hauptmann
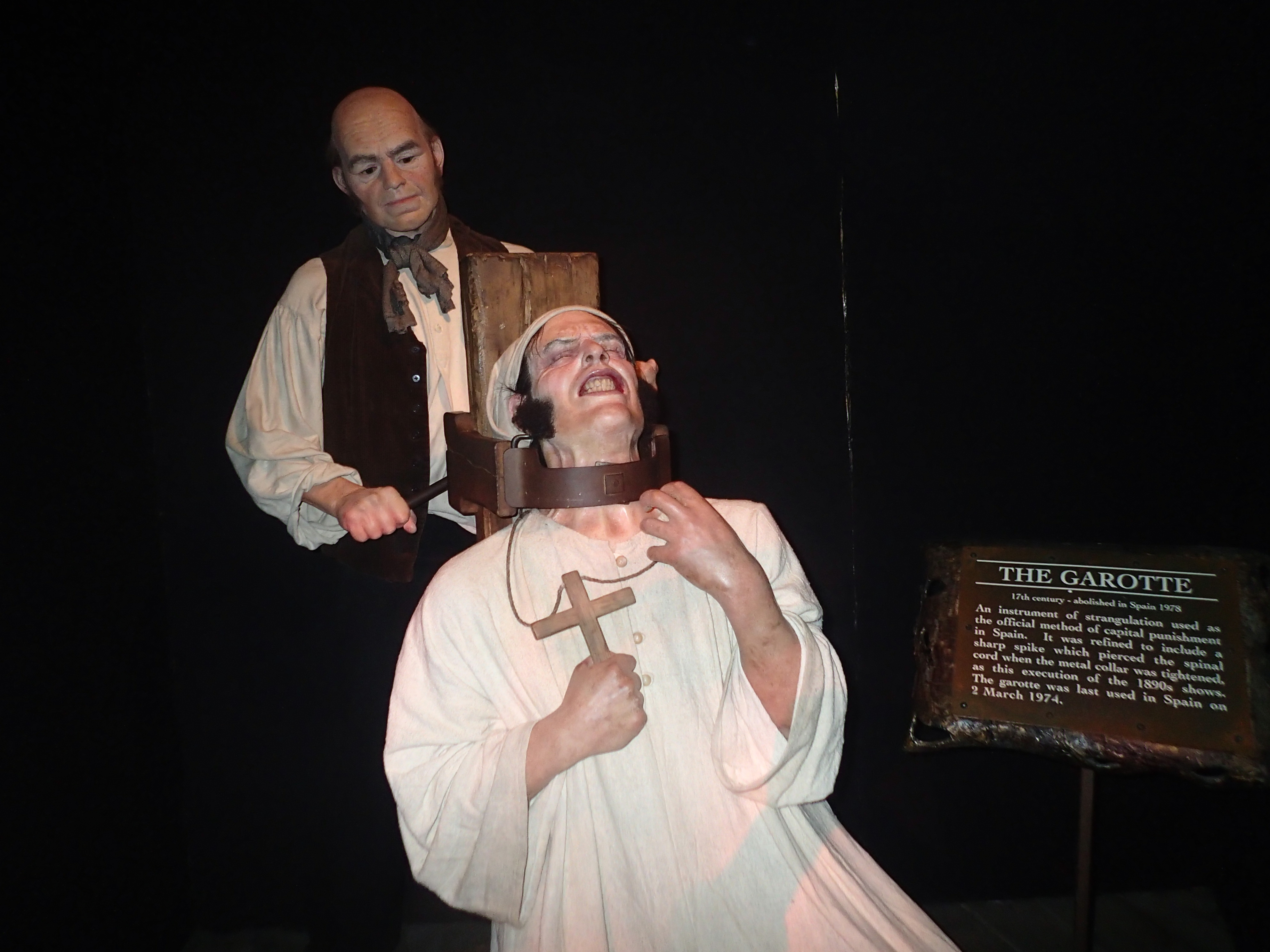
Garrotte
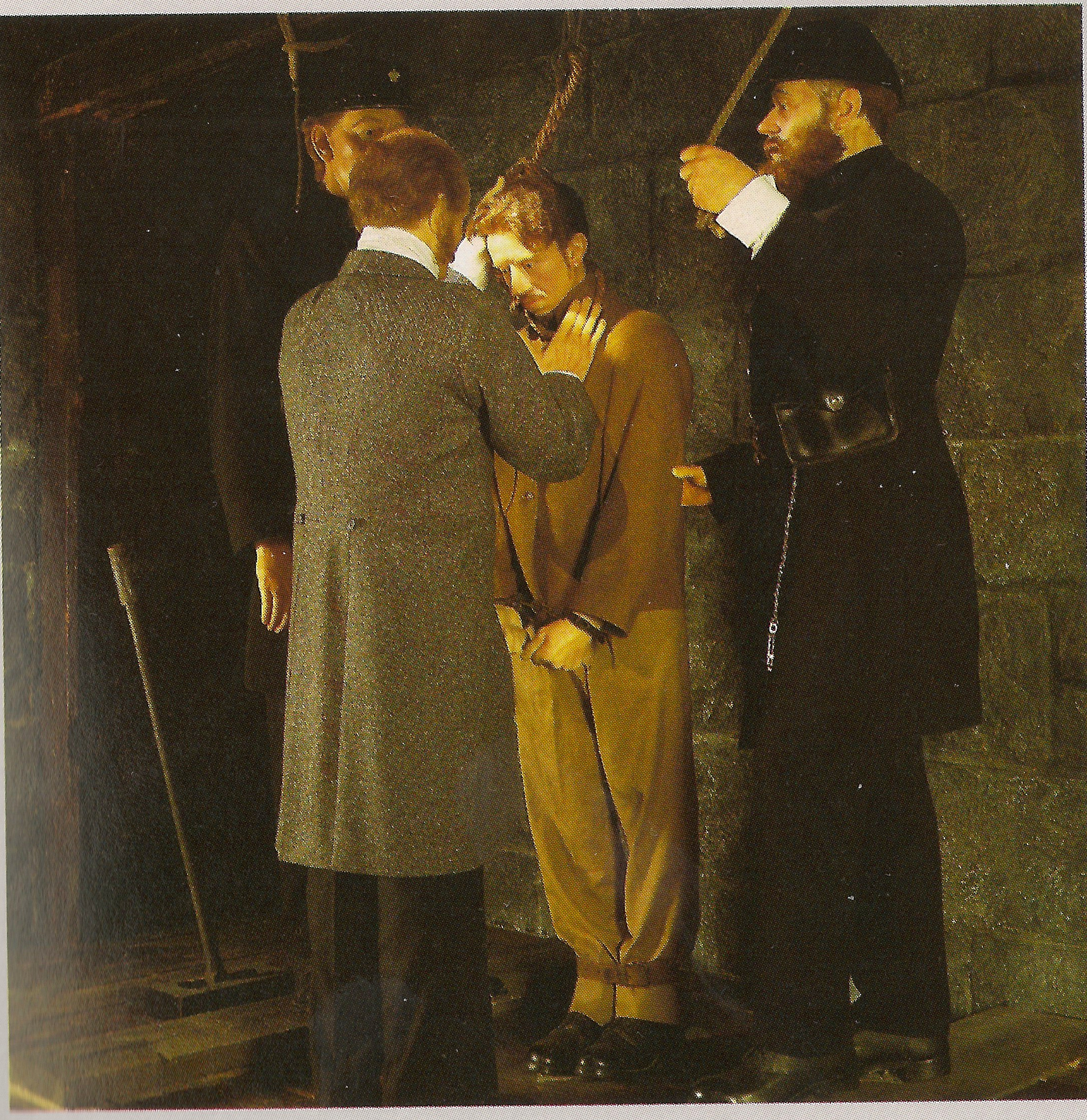
L'esecuzione del dottor Crippen
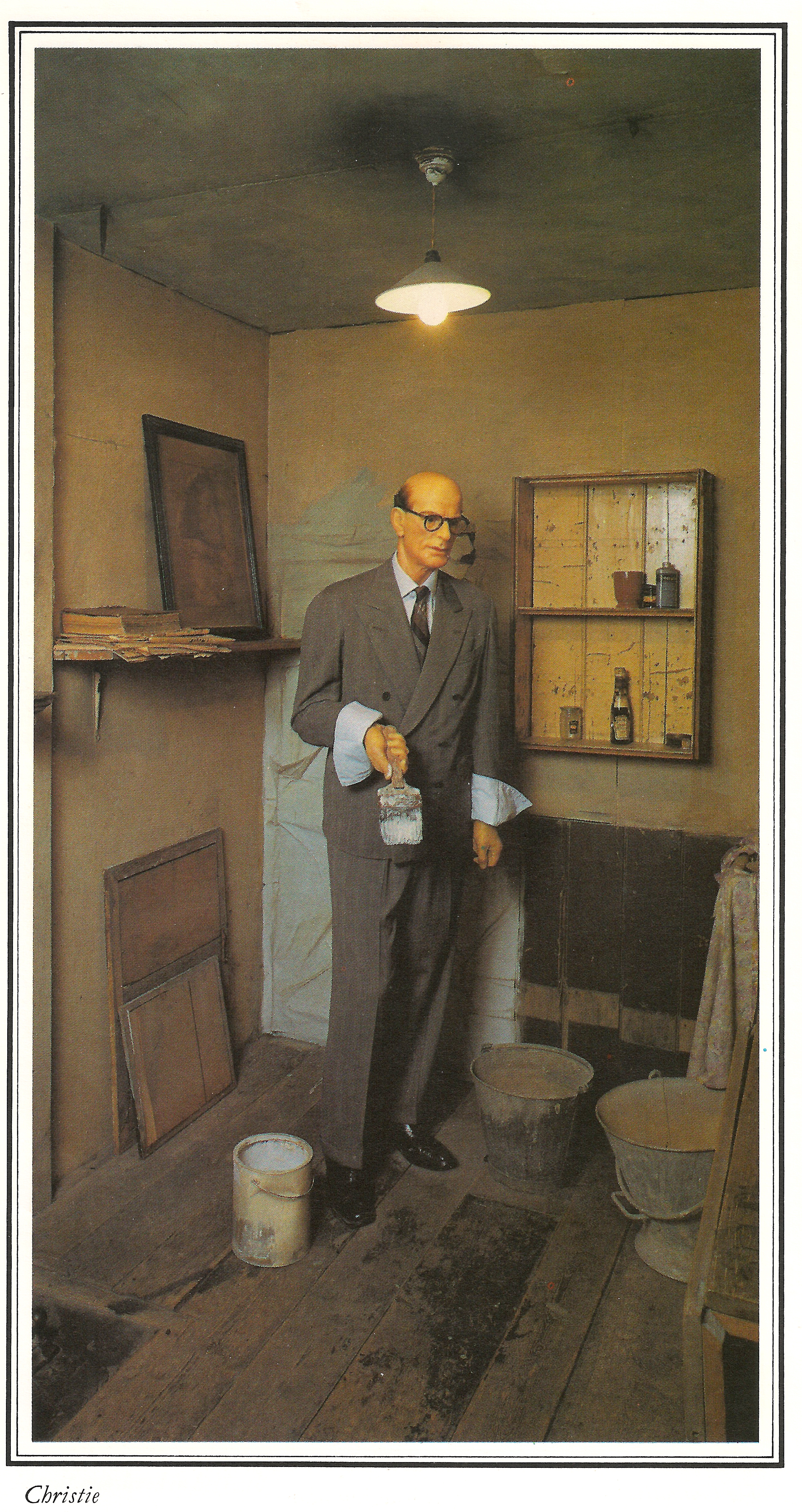
Rappresentazione del serial killer John Reginald Christie
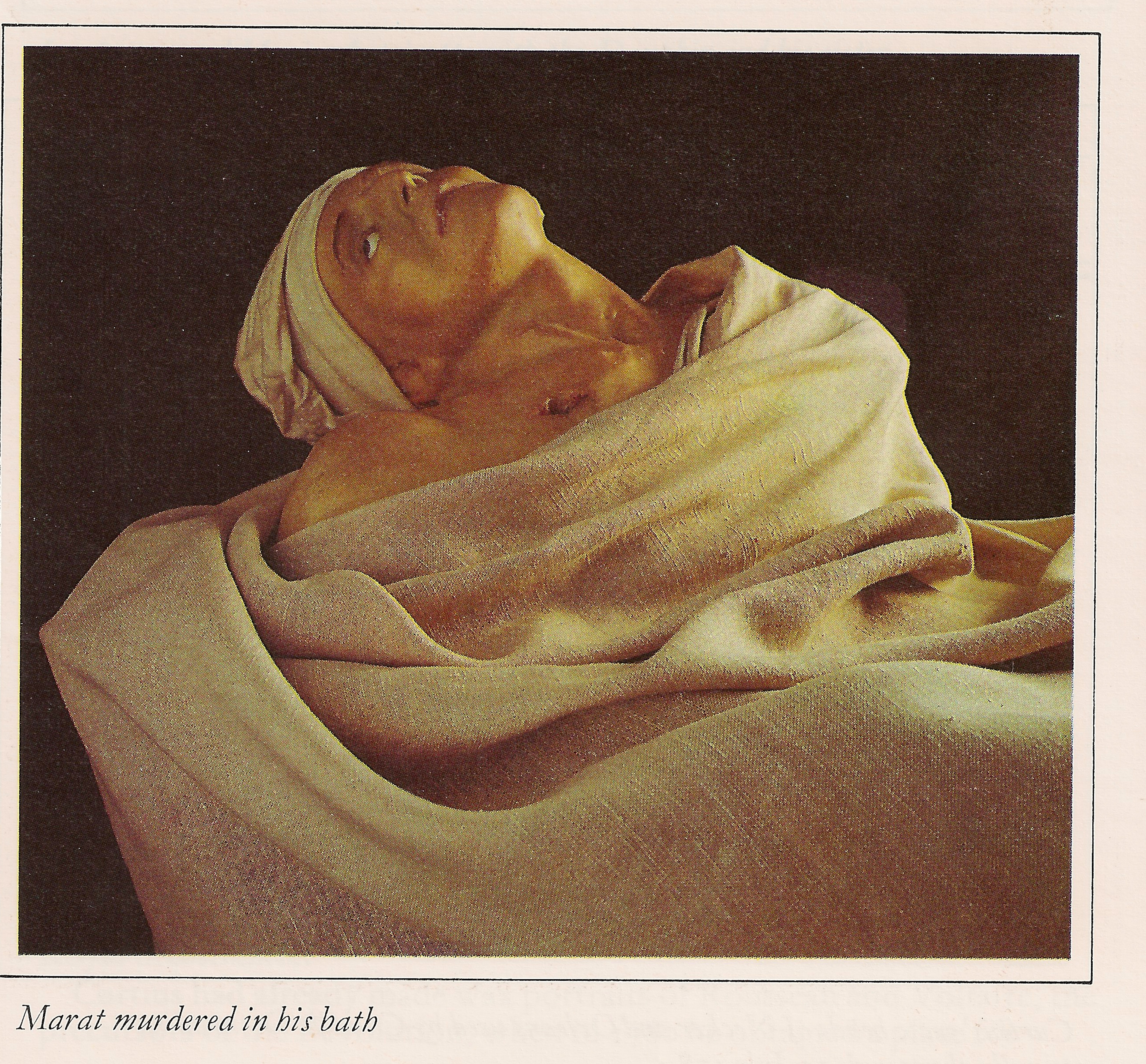
Raffigurazione della morte di Jean Paul Marat